# История Амапы
История территории, на которой в настоящее время расположен бразильский штат Амапа.

## История аборигенов
До прибытия первых европейских исследователей территория современного штата Амапа была населена индейцами из групп ваямпи, паликур (на севере и северо-востоке), марака-кунани и тукужу (обитали на юго-востоке территории; к настоящему времени их представителей не осталось), которые говорили на аравакских и карбиских языках. Памятники доколумбовой эпохи можно наблюдать в археологическом парке Сулстисиу на северо-востоке территории штата.
Из-за наличия мест, удобных для ведения сельского хозяйства, территория была очень населена. Местные жители использовали деревянные орудия труда, чтобы сооружать дамбы вокруг затапливаемых регионов (на территории современных муниципалитетов Амапа, Пракууба и Ояпоки).

## Прибытие европейцев
В 1500 году испанский мореплаватель Висенте Пинсон исследовал побережье от Гвианы до Пернамбуку, в том числе и территорию современного штата Амапа. Однако, по условиям Тордесильясского договора, эти земли не могли быть присоединены к Испании, и поселений основано не было.
В 1604 году эти берега обследовал французский мореплаватель Даниэль де ля Туш, впоследствии попытавшийся основать на территории Южной Америки колонию Экваториальная Франция, а в 1617—1618 годах — английский мореплаватель Уолтер Рэли, искавший мифический золотой город Эльдорадо.

## Колониальный период
Когда Португалия была в династической унии с Испанией (1580—1640), в 1616 году в устье реки Пара был основан город Белен, что ознаменовало начало колониальной борьбы за Амазонию.
В 1619 году во главе капитании Гран-Пара был поставлен Мануэль де Соза д’Эса. Так как в его задачи входило, в частности, изгнание иностранцев и разведка территории, он, требуя людей, оружия и ресурсов, составил подробное описание стратегической ситуации того времени на Амазонке и предложил шаги, которые должны быть немедленно осуществлены властями. В документе от 4 ноября 1621 года Регентский совет Португалии рекомендовал предпринять все необходимые меры для заселения и укрепления побережья от Бразилии до Сан-Томе в Гвиане.
Наконец, в 1623 году Луиш Аранья ди Васконселуш и Бенту Масиел Паренти, а также подчинённые им Франсиску ди Медина, Педру Тейшейра и Айрис ди Соза Кикорру во главе сил, набранных в Лиссабоне, Ресифи, Белене и Сан-Луисе, вместе с тысячью лучников-индейцев, мобилизованных францисканским монахом Кристованом ди Сан-Жозе, атаковали и уничтожили английские и голландские опорные пункты на берегах Амазонки, на острове Токужус, захватив при этом большое количество военной добычи.
Два года спустя Педру да Коста Фавела, Педру Тейшейра и Жерониму ди Албукерки вместе с отрядами из Белена и Гурупы, а также несколькими сотнями индейцев, возглавляемых монахом-францисканцем Антониу ди Мерсианой, уничтожили новые поселения на берегах реки Шингу и побережье Макапы (обобщённое название для региона между устьями Пары и Амазонки).
В 1637 году испанско-португальский король Филипп даровал Бенту Масиелу Паренти капитанию Кабу-Норти.
Вплоть до середины XVII века англичане, голландцы и португальцы боролись между собой за дельту Амазонки — территорию капитании Кабу-Норти. В начале XVIII века Франция предъявила претензии на Кабу-Норти, и хотя в 1713 году Утрехтский мир определил границу между Французской Гвианой и португальскими владениями, французы на местах её не соблюдали.

## Португальское вторжение во Французскую Гвиану
После того, как к власти во Франции пришёл Наполеон, он 10 августа 1797 года установил границу между Французской Гвианой и португальскими владениями по реке Калсуэни. В 1801 году Бадахосским договором граница была установлена по реке Арагуари, что в 1802 году было подтверждено Амьенским миром.
Политическая ситуация изменилась в 1808 году после того, как Наполеон посадил на королевский трон в Испании своего брата, а португальская королевская семья бежала в Бразилию. Рассчитывая на изменение границы в свою пользу, Португалия согласилась поддержать британское вторжение во Французскую Гвиану. Для участия во вторжении было выделено 750 человек колониальной бразильской армии во главе с генерал-лейтенантом Мануэлем Маркишем, 550 человек морской пехоты под командованием Луиша да Куньи Морейры, а также ряд военных кораблей и транспортов. Так как французы, ослабленные годами блокады, смогли выставить лишь 400 солдат и 800 человек ненадёжной милиции, Кайена пала в течение недели: 12 января 1809 года французский губернатор Виктор Юг подписал капитуляцию. Губернатором оккупированной Французской Гвианы португальцы назначили Жуана Севериану Масиела да Косту. Воспользовавшись ситуацией, Родриго де Соуза Коутиньо вывез оттуда в апреле 1809 года в Ботанический сад в Рио-де-Жанейро 82 растения, чтобы выращивать в Бразилии специи.
После изгнания Наполеона французский король Людовик XVIII потребовал возврата колонии, однако условия не устроили португальского короля Жуана VI, и ситуация была в следующем году вынесена на Венский конгресс. В ходе переговоров Франция согласилась установить границы колонии так, как на этом настаивало португальское правительство. Однако Масиел да Коста передал власть над Гвианой французскому губернатору Клоду Карра-Сен-Сиру лишь в 1817 году. Несмотря на официальное установление границы с Бразилией, Франция и в последующие годы демонстрировала интерес к расширению подвластной ей территории за счёт Амапы.

## Кабанажен
7 января 1835 года Лобу ди Соза — президент провинции Пара — был убит индейцем, и провинцию возглавили Фелис Клементи Малкер и Антониу Винагри. В Макапу известие об этом доставил суб-комендант крепости Сан-Жозе-ди-Макапу Франсиску Перейра Бриту, который ездил в Белен за деньгами для солдат, семь месяцев не получавших жалованья. В апреле 1835 года городской совет Макапы решил не признавать правительства повстанцев, и таким образом Макапа и Реженерасан встали на путь борьбы с восстанием.
В Белене у власти сначала встал Клементи Малкер, который начал переговоры с регентством Бразильской империи, и был заменён на Антониу Винагри. Однако Винагри пошёл тем же путём, и согласился передать власть Мануэлю Жорже Родригесу в обмен на амнистию для повстанцев. Многие из восставших, однако, не согласились с этим, и не стали складывать оружия. Жорже Родригес также не согласился с предложенными ему условиями, арестовал Винагри и отправил подкрепления в города провинции Пара.
Тем временем в Макапе 23 апреля была сформирована комиссия по выработке плана обороны города. Было решено сформировать кавалерийский отряд из 20 человек, отремонтировать вооружение крепости и починить суда, чтобы контролировать Амазонку. Город Реженерасан отправил корабль на реку Мутуака, где тот воспрепятствовал продвижению повстанцев.
Повстанцы поставили в Белене во главе провинции Эдуарду Анжелима, однако правительство империи поставило во главе провинции Пара барона Кассапаву, который 13 мая 1836 года атаковал и взял Белен, а затем перешёл к преследованию повстанцев во внутренних частях страны. Макапа и Реженерасан по мере возможностей способствовали успеху правительственных войск, своими силами очищая от повстанцев окрестности.
Многие поселенцы из северной части провинции Пара бежали в Кайену, и французский губернатор Жан Жюбелен решил воспользоваться этим, чтобы поставить под французский контроль оспариваемую территорию под предлогом необходимости защиты поселенцев. Однако газеты сообщали, что повстанцы убили в Гран-Пара большое количество белых, и не было никакой гарантии, что они не сделают того же самого с французскими поселенцами в Гвиане. Лишь 29 августа 1836 года новый французский губернатор Лорен де Шуази уведомил поставленного во главе провинции Пара барона Кассапаву, что в соответствии с условиями Амьенского мирного договора он начинает заселение региона между реками Ояпок и Арагуари. Благодаря вмешательству бразильского посла во Франции Жозе ди Араужу Рибейру 10 июня 1840 года был отдан приказ об эвакуации территории.

## Ояпокия и Пинсония

### Провинция Ояпокия (1853—1859)
После того, как в 1822 году была провозглашена независимость Бразилии, капитании были преобразованы в провинции. В 1840-х годах появилась необходимость в создании новых провинций для защиты протяжённых и отдалённых границ. После подавления восстания «кабанажен» в 1850 году была образована Провинция Амазонас, и это вызвало энтузиазм среди тех, кто считал необходимым осуществить более мелкое деление Амазонии. 1 июля 1853 года Кандиду Мендис ди Алмейда — сенатор от провинции Мараньян — внёс на рассмотрение Главной Законодательной Ассамблеи в Рио-де-Жанейро билль о создании на крайнем севере Бразилии между рекой Ньямунда и Атлантическим океаном нового штата «Ояпокия» с административным центром в Макапе.
Пока шло обсуждение проекта, Макапа была распоряжением губернатора провинции 6 сентября 1836 года поднята в статусе с «городка» (vila) до «города» (cidade), что было понято жителям как необходимая мера перед выделением в самостоятельную провинцию. Задержка в решении привела к тому, что в 1859 году жители Макапы и Мазагана направили в парламент прошение об одобрении проекта Кандиду Мендиса, однако это было напрасно — в итоге сенатор отозвал свой билль.

### Провинция Пинсония (1868—1880)
В 1868 году Кандиду Мендис опубликовал «Атлас Бразильской империи», в котором было предложено создание провинции под названием «Пинсония». 23 сентября 1873 года Менис вернулся в Ассамблею с проектом Ояпокии, где название было заменено на «Пинсония» (в честь мореплавателя Висенте Пинсона). В поддержку проекта выступило 373 жителя Макапы, написавшие текст, в котором разбивались аргументы противников проекта из законодательного собрания провинции Пара.
В 1876 году полковник Фаусту ди Соза выдвинул проект разбиения Бразилии на 40 провинций. В 1880 году он опубликовал проект разбиения Амазонии на 9 провинций, среди которых была и предложенная Мендисом Пинсония.

## От провозглашения республики до наших дней
В связи с хаосом на приграничных территориях в конце XIX — начале XX века, на этих землях несколько раз провозглашалась Независимая республика Гвиана.
После того, как 1 декабря 1900 года был окончательно разрешён Франко-бразильский территориальный спор, эта территория вошла в состав штата Пара под названием «Арагуари».
13 сентября 1943 года была образована Федеральная территория Амапа.
Открытие в 1945 году крупного месторождения марганца в Серра-ду-Навиу привело к бурному росту местной экономики.
5 октября 1988 года, после вступления в силу новой Конституции Бразилии, Федеральная территория Амапа была преобразована в штат Амапа.